# Coppa Italia Dilettanti (Fase Promozione) 1983-1984
La fase Promozione della Coppa Italia Dilettanti 1983-1984 è un trofeo di calcio cui partecipano le squadre militanti nella Promozione 1983-1984. Questa è la 3ª edizione. Le 5 squadre superstiti si qualificano per i quarti di finale della Coppa Italia Dilettanti 1983-1984 assieme alle 3 della fase Interregionale.

## Prima fase

### Friuli-Venezia Giulia
| Squadra 1          | Totale          | Squadra 2        | Andata     | Ritorno    |
| ------------------ | --------------- | ---------------- | ---------- | ---------- |
| PRIMO TURNO        | PRIMO TURNO     | PRIMO TURNO      | 04.09.1983 | 11.09.1983 |
| Sacilese           | 3 – 4           | Fontanafredda    | 2 – 2      | 1 – 2      |
| Azzanese           | 3 – 3 (gfc)     | SPAL Cordovado   | 3 – 1      | 0 – 2      |
| Centro del Mobile  | 1 – 5           | Cordenonese      | 0 – 4      | 1 – 1      |
| Orcenico Sanvitese | 2 – 3           | Sandanielese     | 0 – 0      | 2 – 3      |
| Pasianese          | 4 – 4 (4-2 dtr) | Tarcentina       | 2 – 2      | 2 – 2      |
| Manzanese          | 2 – 3           | Cormonese        | 1 – 1      | 1 – 2      |
| Lucinico           | 1 – 2           | Monfalcone       | 1 – 1      | 0 – 1      |
| Portuale Trieste   | 2 – 1           | Edile Adriatica  | 1 – 1      | 1 – 0      |
| SECONDO TURNO      | SECONDO TURNO   | SECONDO TURNO    | 05.10.1983 | 19.10.1983 |
| Fontanafredda      | 0 – 2           | SPAL Cordovado   | 0 – 2      | 0 – 0      |
| Cordenonese        | 3 – 2           | Sandanielese     | 1 – 1      | 2 – 1      |
| Cormonese          | 2 – 3           | Pasianese        | 1 – 1      | 1 – 2      |
| Monfalcone         | 7 – 4           | Portuale Trieste | 5 – 2      | 2 – 2      |

### Emilia-Romagna
All'epoca, le squadre della provincia di Mantova militavano nei campionati dell'Emilia-Romagna. Quindi, nei turni a livello interregionale, potevano essere sorteggiate contro altre compagini lombarde.
| Squadra 1     | Totale        | Squadra 2       | Andata     | Ritorno    |
| ------------- | ------------- | --------------- | ---------- | ---------- |
| PRIMO TURNO   | PRIMO TURNO   | PRIMO TURNO     | 04.09.1983 | 11.09.1983 |
| Suzzara       | 5 – 1         | Cerlongo        | 2 – 0      | 3 – 1      |
| SECONDO TURNO | SECONDO TURNO | SECONDO TURNO   | 05.10.1983 | 19.10.1983 |
| Suzzara       | 2 – 1         | Danilo Martelli | 2 – 1      | 0 – 0      |

### Umbria
| Squadra 1     | Totale          | Squadra 2     | Andata     | Ritorno    |
| ------------- | --------------- | ------------- | ---------- | ---------- |
| PRIMO TURNO   | PRIMO TURNO     | PRIMO TURNO   | 03.09.1983 | 10.09.1983 |
| Grifo Cannara | 0 – 3           | Julia Spello  | 0 – 1      | 0 – 2      |
|               |                 |               | 04.09.1983 | 11.09.1983 |
| Tiberis       | 2 – 2 (4-3 dtr) | Spoleto       | 1 – 1      | 1 – 1      |
| Magione       | 2 – 4           | Narnese       | 0 – 1      | 2 – 3      |
| Mar.Col.      | 5 – 2           | Tavernelle    | 2 – 0      | 3 – 2      |
| SECONDO TURNO | SECONDO TURNO   | SECONDO TURNO | 05.10.1983 | 19.10.1983 |
| Tiberis       | 7 – 2           | Narnese       | 6 – 0      | 1 – 2      |
| Mar.Col.      | 0 – 1           | Julia Spello  | 0 – 0      | 0 – 1      |

### Basilicata
| Squadra 1        | Totale        | Squadra 2      | Andata     | Ritorno    |
| ---------------- | ------------- | -------------- | ---------- | ---------- |
| PRIMO TURNO      | PRIMO TURNO   | PRIMO TURNO    | 04.09.1983 | 11.09.1983 |
| Astra Tramutola  | ? – ?         | Moliterno      | ? – ?      | ? – ?      |
| Santarcangiolese | ? – ?         | Policoro       | ? – ?      | ? – ?      |
| Montescaglioso   | ? – ?         | Avigliano      | ? – ?      | ? – ?      |
| SECONDO TURNO    | SECONDO TURNO | SECONDO TURNO  | 05.10.1983 | 19.10.1983 |
| Moliterno        | 0 – 4         | Policoro       | 0 – 0      | 0 – 4      |
| Giarre           | 5 – 3         | Montescaglioso | 5 – 1      | 0 – 2      |

## Terzo turno
| Squadra 1            | Totale      | Squadra 2         | Andata     | Ritorno    |
| -------------------- | ----------- | ----------------- | ---------- | ---------- |
| TERZO TURNO          | TERZO TURNO | TERZO TURNO       | 09.11.1983 | 23.11.1983 |
| (LOM) Suzzara        | 2 – 0       | Verdello (LOM)    | 1 – 0      | 1 – 0      |
| (FVG) SPAL Cordovado | 3 – 5       | Caerano (VEN)     | 1 – 3      | 2 – 2      |
| (FVG) Cordenonese    | 0 – 2       | Montello (VEN)    | 0 – 2      | 0 – 0      |
| (FVG) Pasianese      | 0 – 2       | Liventina (VEN)   | 0 – 1      | 0 – 1      |
| (VEN) Cavarzere      | 2 – 6       | Monfalcone (FVG)  | 0 – 1      | 2 – 5      |
| (UMB) Julia Spello   | 2 – 4       | Monturanese (MAR) | 2 – 2      | 0 – 2      |
| (PUG) Matino         | 3 – 2       | Policoro (BAS)    | 2 – 0      | 1 – 2      |

## Quarto turno
| Squadra 1         | Totale          | Squadra 2        | Andata     | Ritorno    |
| ----------------- | --------------- | ---------------- | ---------- | ---------- |
| QUARTO TURNO      | QUARTO TURNO    | QUARTO TURNO     | 08.12.1983 | 29.12.1983 |
| (LOM) Suzzara     | 3 – 0           | Caerano (VEN)    | 0 – 0      | 3 – 0      |
| (VEN) Liventina   | 2 – 8           | Monfalcone (FVG) | 1 – 3      | 1 – 5      |
| (MAR) Monturanese | 1 – 1 (4-2 dtr) | Tiberis (UMB)    | 1 – 0      | 0 – 1      |

## Quinto turno
| Squadra 1        | Totale       | Squadra 2          | Andata     | Ritorno    |
| ---------------- | ------------ | ------------------ | ---------- | ---------- |
| QUINTO TURNO     | QUINTO TURNO | QUINTO TURNO       | 11.01.1984 | 25.01.1984 |
| (LOM) Suzzara    | 2 – 1        | Soncino (LOM)      | 1 – 0      | 1 – 1      |
| (FVG) Monfalcone | 2 – 2 (gfc)  | Darfo Boario (LOM) | 2 – 2      | 0 – 0      |

## Ottavi di finale
| Squadra 1     | Totale | Squadra 2       | Andata | Ritorno |
| ------------- | ------ | --------------- | ------ | ------- |
| (LOM) Suzzara | 4 – 0  | Castanese (LOM) | 3 – 0  | 1 – 0   |

## Verdetti
Battipagliese, Medese, Suzzara, più altre due squadre accedono ai quarti di finale della Coppa Italia Dilettanti 1983-1984.